# Felicianuskirche (Kirchweyhe)

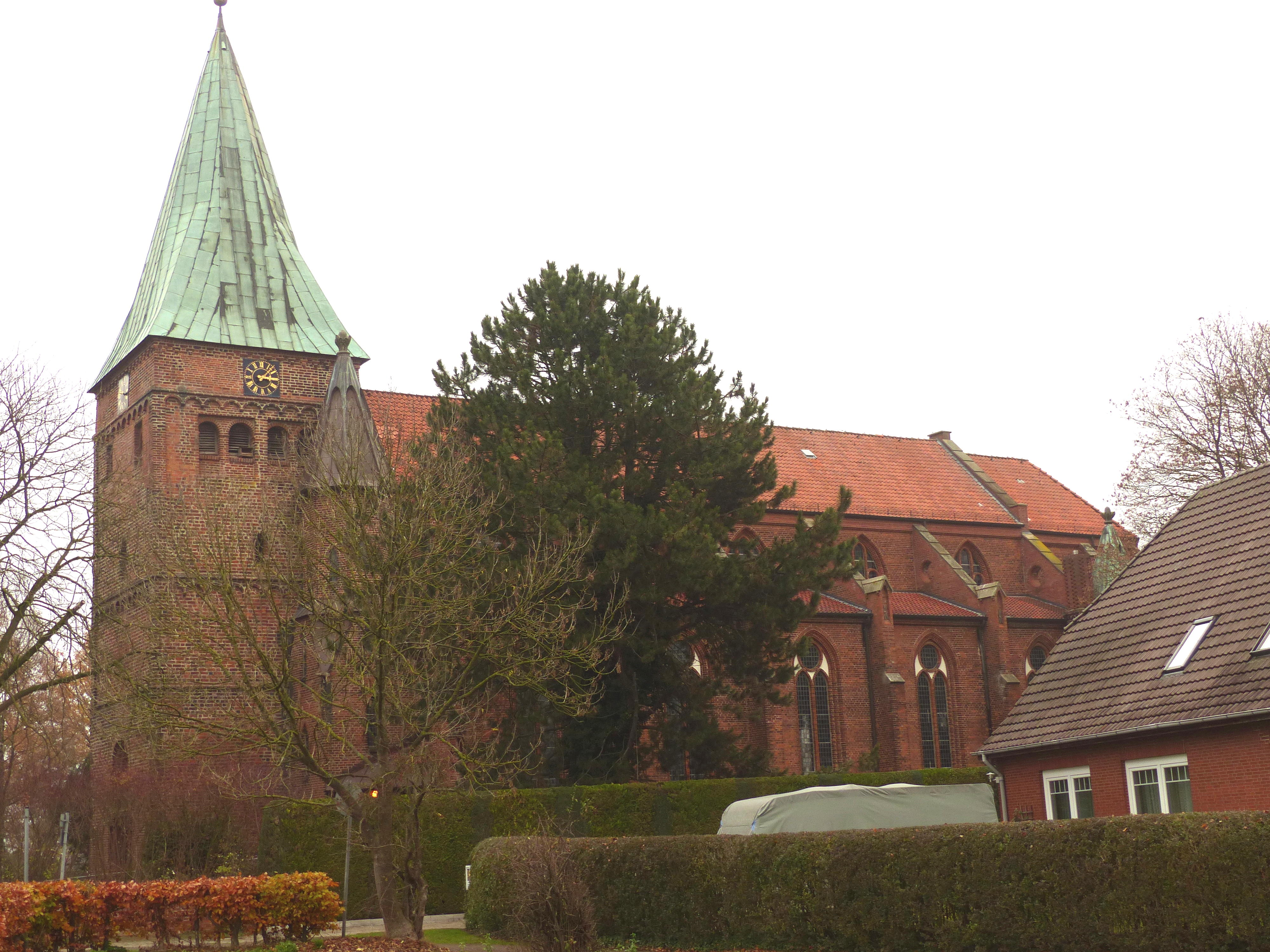
Felicianuskirche Kirchweyhe

Die evangelisch-lutherische Felicianuskirche steht in Kirchweyhe, einem Ortsteil der Gemeinde Weyhe im Landkreis Diepholz von Niedersachsen. Die Kirchengemeinde gehört zum Kirchenkreis Syke-Hoya im Sprengel Osnabrück der Evangelisch-lutherischen Landeskirche Hannovers.

## Geschichte

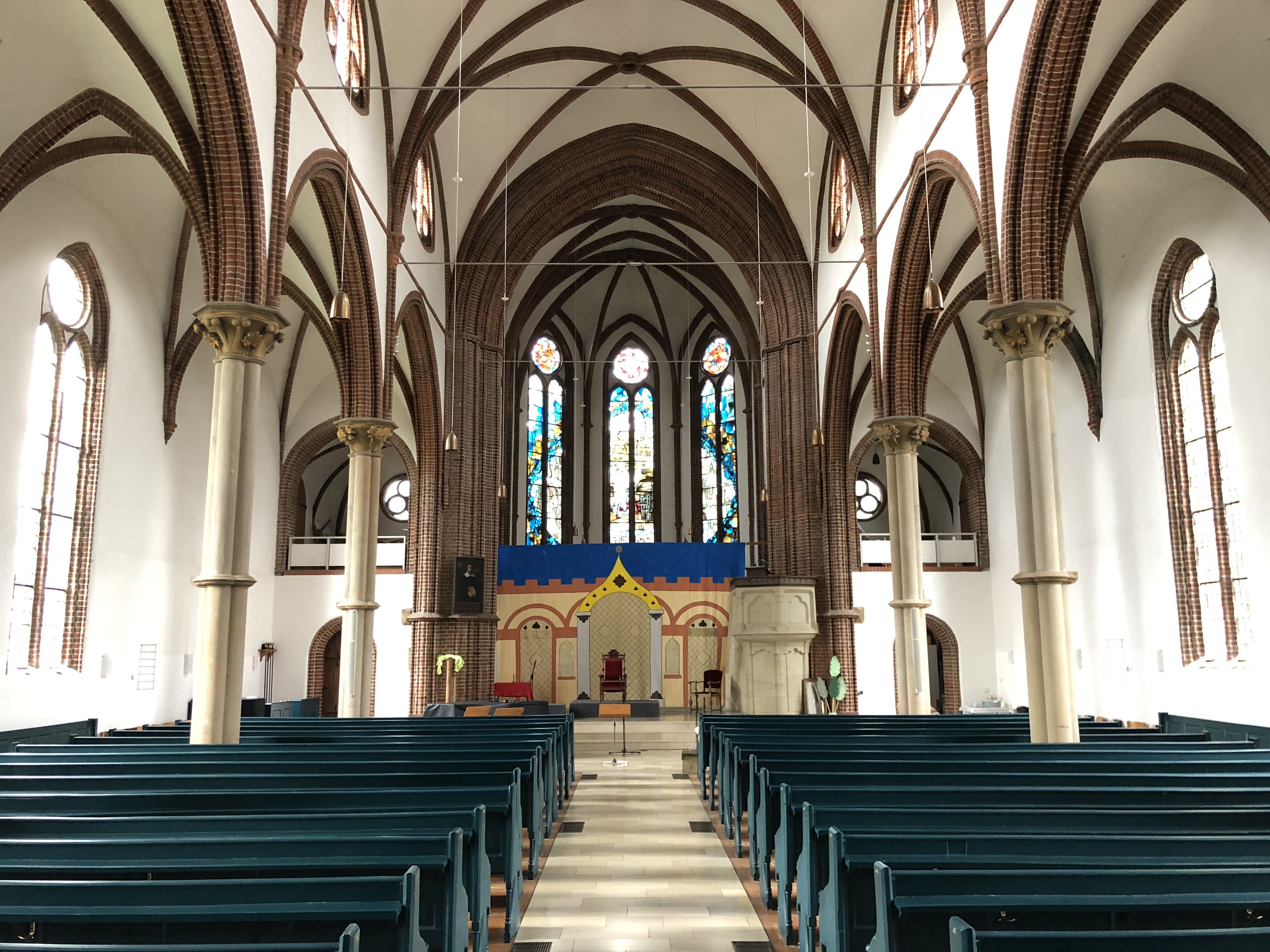
Innenraum

Um 1250 entstand in Kirchweyhe der spätromanische Backsteinbau der Felicianuskirche.
Von diesem Ursprungsbau ist der wuchtige Turm, der heute als ältestes Bauwerk der Gemeinde Weyhe gilt, erhalten.
Der Name „Felicianuskirche“ geht auf deren mittelalterlichen Schutzpatron zurück, den heiligen Felicianus von Foligno aus Umbrien. Dort, unweit von Assisi, soll er als Bischof gewirkt haben. Nach einer Legende fiel er 249 im hohen Alter von 94 Jahren der Christenverfolgung zum Opfer. Wann der Märtyrer, dessen Name „der kleine Glückliche“ bedeutet, zum Schutzheiligen des Kirchweyher Gotteshauses wurde, ist unklar. Fest steht hingegen: Nachdem Weyhe um 1530 von der Reformation erfasst worden war, geriet das Patrozinium in Vergessenheit.
1858 musste das Kirchenschiff „wegen drohenden Einsturzes der Gewölbe“ geschlossen werden. Gegenüber dem Pfarrhaus wurde eine Notkirche aus Holz errichtet, in der fünf Jahre lang Gottesdienst gehalten wurde. Der damalige Pastor, Superintendent Arnemann, bezeichnete die Kirche zwar als „altes schönes monumentales Gebäude“ und räumte ein, dass sie „der Reparatur fähig“ sei, doch angesichts der stark angewachsenen Gemeinde habe man sich für einen größeren Neubau entschieden. Nur der quadratische, durch zwei Bogenfriese gegliederte Kirchturm aus dem 13. Jahrhundert im Westen blieb erhalten. Das neugotische, basilikale Langhaus mit fünf Jochen und der dreiseitig abgeschlossene Chor wurden 1861/62 aus Backsteinen nach einem Entwurf von Ludwig Debo gebaut. Am Ansatz des Chors und am westlichen Ende des Langhauses stehen oktogonale Treppentürme.
Mit den Planungen für „eine monumentale gewölbte Kirche in gothischem Style“ wurde der Bremer Bauinspektor Simon Loschen beauftragt. Der Architekt hatte sich durch Projekte in Bremerhaven einen Namen gemacht und war ein herausragender Vertreter des neogotischen Bauschaffens. 1861 konnte mit den Arbeiten begonnen werden, die größtenteils von ortsansässigen Handwerkern ausgeführt wurden. Am 23. November 1861 sollte das Richtfest stattfinden, doch gegen zehn Uhr morgens stürzte ein Gerüst im Chor ein. Drei Bauarbeiter starben, vierzehn weitere wurden verletzt. Das schwere Unglück löste eine Welle der Hilfsbereitschaft in Weyhe und seinem Umland aus.
Am 27. Juni 1862 konnten die Gewölbe geschlossen werden, im Dezember war die neue Kirche fertig gestellt, die 1200 Menschen Platz bot. Die Einweihungsfeier fand am 4. Januar 1863 unter großer Beteiligung der Bevölkerung statt.
In den letzten Tagen des Zweiten Weltkriegs wurde die Kirche durch Bodenkämpfe zwischen britischen und deutschen Truppen in Mitleidenschaft gezogen. Angesichts der schwierigen wirtschaftlichen Lage in der Nachkriegszeit konnten die erforderlichen Reparaturarbeiten nur notdürftig erfolgen. Zug um Zug fand seit 1960, beginnend mit der Turmuhr und dem Wetterhahn, eine umfassende Renovierung statt. Unter anderem wurden die Emporen entfernt, das über und über geflickte Turmdach neu gedeckt, der Chorraum umgestaltet und die Orgel instand gesetzt. Am 16. Mai 1971 konnte die Felicianuskirche neu eingeweiht werden. Seither wurden weitere Maßnahmen zur Sicherung des Gebäudes ergriffen.
Chronik
| Jahr    | Ereignis |
| ------- | --- |
| Um 1250 | In der Bremer Weserbrückenliste werden zwei Dörfer Weyhe („due ville Weye“) erwähnt, in einer weiteren Quelle erstmalig Kirchweyhe („Kerckweyge“). Mitte des 13. Jahrhunderts soll auch der spätromanische Bau der Felicianuskirche errichtet worden sein.                         |
| 1527    | 1. August: In einer Urkunde wird Sankt Felicianus als Patron der „Kerken tho Weyge“ bezeichnet. Als Pfarrer amtiert Johann Dörgeloh. Noch ist die Reformation des Kirchspiels nicht vollzogen.                                                                                     |
| 1621    | Die ältesten erhaltenen Altarbilder entstehen. Sie werden von Georg (Jürgen) Berger geschaffen, Hofmaler des Osnabrücker und Verdener Bischofs Philipp Sigismund. Möglicherweise sind die ursprünglich sieben Ölgemälde von dem Sudweyher Gutsherrn Johann Frese gestiftet worden. |
| 1650    | Das Gewölbe des Kirchenschiffs zeigt tiefe Risse. Um den Einsturz zu verhindern, werden Pfeiler eingezogen. |
| 1662    | Der Weyher Gutsherr Dietrich Frese stiftet die vermutlich erste Orgel. |
| 1675    | Pastor Andreas Pflug stirbt am 5. Dezember, nachdem er 37 Jahre in Weyhe gewirkt hat. Sein Porträt befindet sich noch heute in der Felicianuskirche. |
| 1727    | Beide Glocken werden unter Verwendung ihrer Vorgänger neu gegossen. Die Jahrhunderte bis zum Kirchenjubiläum 2013 wird nur die größere Glocke überdauern. |
| 1776    | Ein Großbrand wütet rund um die Kirche. Unter anderem werden das Küster- und das Pfarrhaus zerstört. Wertvolle Akten und sämtliche Kirchenbücher gehen verloren. |
| 1840    | Umfangreiche Reparaturen am Kirchturm. Die alten Dachpfannen werden durch „Rotschiefer“ (Sandstein) ersetzt. |
| 1858    | 13. März: Felicianuskirche wegen Baufälligkeit polizeilich geschlossen. |
| 1861    | Frühjahr: Unter Aufsicht des Bremer Architekten Simon Loschen werden die Bauarbeiten am neuen Kirchenschiff aufgenommen. |
| 1863    | 4. Januar: Einweihung des Neubaus |
| 1865/66 | Schließung des Friedhofs an der Kirche und Anlage einer neuen Begräbnisstätte am Rand des Kirchweyher Geestfeldes. |
| 1877    | 11. August: Turm durch Blitzschlag beschädigt. Der Helm wird mit Schiefer neu gedeckt, da sich die 1840 verwendeten Sandsteinplatten nicht bewährt haben. |
| 1908    | Ausmalung des Kirchenschiffs durch Leonhard Gunkel, Lehrer am Gewerbemuseum in Bremen |
| 1923    | Ostern: Weihe der neuen kleinen Glocke, gestiftet von Amerika-Auswanderern. Die Vorgängerin hat die Gemeinde im Ersten Weltkrieg abliefern müssen. |
| 1927    | Der Turm erhält ein Kupferdach. |
| 1934    | Auch die Helme der vier Treppentürme werden mit Kuper gedeckt. |
| 1945    | April: Am Kirchengebäude entstehen Schäden durch Panzer- bzw. Artilleriebeschuss. In der Nachbarschaft werden acht Gebäude zerstört. |
| 1954    | Weihe der neuen kleinen Glocke. Die 1923 gestiftete Vorgängerin ist im Zweiten Weltkrieg für Rüstungszwecke eingezogen worden. |
| 1971    | 16. Mai: Neueinweihung der seit den frühen 1960er Jahren renovierten Kirche. |
| 2006    | Einweihung der neuen Orgel |

## Innenausstattung
Der Innenraum des Langhauses ist mit einem Kreuzgratgewölbe überspannt. Der neugotische Altar und die Kanzel stammen aus der Zeit des Kirchenbaus. Beachtenswert sind die 1967 entstandenen Buntglasfenster des Glasmalers Heinz Lilienthal. Im Mittelpunkt steht der auferstandene Christus und weist auf das himmlische Jerusalem, in dem Gerechtigkeit und Frieden herrschen werden.

## Kirchenmusik

### Orgel
Im Jahr 1662 gab der Sudweyher Gutsherr Dietrich Frese den Bau einer Orgel – „zur Ehren Gottes“ – in Auftrag und stiftete sie der Felicianuskirche. Das Instrument verfügte über 15 Register und war vermutlich die erste Orgel in der Geschichte des dörflichen Sakralbaus.
Mit dem Neubau des Kirchenschiffs, das dem alten, wuchtigen Turm angefügt wurde, traf der Kirchenvorstand zugleich die Entscheidung für eine neue und größere Orgel. Den Auftrag erhielt der Orgelbauer J.H. Rohdenburg aus Lilienthal, der ein Instrument mit 19 Registern und zwei Manualen schuf. Der Orgelprospekt wurde wie das Kirchenschiff selbst in gotischen Formen gestaltet. Im Sommer 1864 konnte das Instrument aufgestellt werden. Es wurde im Zweiten Weltkrieg beschädigt.
Mitte der 1990er Jahre beschloss der Kirchenvorstand, den Loschen-Bau mit einer größeren Orgel auszustatten. Benefizkonzerte, Aktionen und Spenden machten es möglich, die Schweizer Firma Kuhn mit dem Bau zu beauftragen. Im April 2006 konnte das neue Instrument von Orgelbau Kuhn mit 19 Registern auf zwei Manualen und Pedal eingeweiht werden. Seither erklingt in der Felicianus-Kirche die exzellente, weit über die Grenzen Weyhes hinaus bekannte Kuhn-Orgel, deren Prospekt sich hervorragend in das neugotische Kirchenschiff einfügt.
Des Weiteren lieferte Martin ter Haseborg 2012 ein Positiv mit fünf Registern, von denen eines ein Diskant-Register ist.

### Chöre
- Nachdem es über viele Jahre keine kirchliche Chormusik in der Felicianusgemeinde gegeben hatte, rief der damalige Kantor Rolf Bössow im Sommer 1980 die Kantorei ins Leben. Bis zu seinem Ausscheiden im Sommer 1992 erarbeitete Büssow mit den Sängerinnen und Sängern große Werke aus dem Barock und der Klassik.
- Weitere in der Kirchengemeinde aktive Chöre sind ein Kinderchor, der Posaunenchor und ein Gospelchor.

### Glocken
Im Glockenstuhl des Kirchturms hängen zwei Kirchenglocken. Die ältere und größere mit dem Schlagton fis′ wurde 1727 von Nikolaus Müller, Hamburg gegossen, die jüngere kleinere mit dem Schlagton a′ im Jahr 1954 entstand in der Glockengießerei Otto, Bremen-Hemelingen.